# 松岡好一

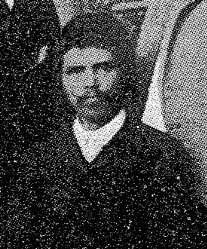
松岡好一（1891年11月）

松岡 好一（まつおか こういち、1865年 - 1921年6月29日）は、日本のジャーナリスト。

## 経歴
信濃国安曇郡二木村（長野県安曇野市）生まれ。幼少時に両親を亡くし叔父に育てられた。伊那郡飯田町（同県飯田市）で漆器店に丁稚奉公した後、15歳で上京し榊原鍵吉に入門する。母方の従兄にあたる松沢求策の自由民権運動に従い、東洋自由新聞や八丈島での事業を手伝い、小笠原諸島で小学校の教諭となる。
その後、三菱高島炭鉱で働いた時の坑内労働者酷使の実情を、1888年に雑誌『日本人』に告発し大きな反響を呼んだが、犬養毅が『朝野新聞』でこれを否認したため論争となった。この頃、朝鮮から亡命中の金玉均とも交わった。
1891年、外務大臣榎本武揚の意を受け、日本の人口過多問題解決のため、南方移民推進政策を取り、軍艦「比叡」に乗組んで南洋を航海した。オーストラリアでの領事館開設の必要性を痛感し、政府に要望した結果、タウンズビルに設置されることとなった。ついで木曜島に至り、日本居留民団長となって拓殖事業に従事した。
1897年、香港に赴き、旅館「日本館」を経営し日中親善に努め、宮崎滔天や平山周らと中国問題を討議し、また康有為の『知新報』の客筆となった。台湾総督府の依嘱を受け、機密通信事業に従事して政治活動を行った。その後、日刊新聞『南国報』を発行するため帰国したが1921年、神戸で病没した。